# Carlo di Sant'Andrea
Carlo di Sant'Andrea, al secolo Joannes Andreas Houben (Munstergeleen, 11 dicembre 1821 – Mount Argus, 5 gennaio 1893), è stato un presbitero olandese della Congregazione della Passione di Gesù Cristo, proclamato santo da papa Benedetto XVI nel 2007.

## Biografia
È entrato nei passionisti con il nome di Carlo di Sant'Andrea nel 1845 nel convento di Ere in Belgio, ordinato sacerdote il 21 dicembre 1850 è stato mandato in Inghilterra nel 1852.
Nel 1857 è stato mandato nel monastero (fondato un anno prima) di Mount Argus, vicino a Dublino, dove divenne un popolare confessore. Ha vissuto il resto della sua vita in Irlanda ed era molto amato dalla gente irlandese che lo chiamava "Padre Carlo di Mount Argus". Era un sacerdote particolarmente pio; si distinse nell'esercizio dell'obbedienza, nella pratica della povertà, dell'umiltà e della semplicità, e ancor più nella devozione alla Passione del Signore. Portava sempre in mano un piccolo crocifisso per non distogliersi dalla contemplazione della Passione ed era molto fervente nella celebrazione della Messa, che spesso prolungava oltre il solito. 
Morì a Mount Argus il 5 gennaio 1893 per una malattia che contrasse dodici anni prima, ai funerali partecipò moltissima gente a testimonianza della devozione popolare verso quello che già chiamavano il "Santo di Mount Argus". 
La causa di beatificazione e di canonizzazione è iniziata il 13 novembre 1935, il 16 ottobre 1988 Giovanni Paolo II lo proclamò beato. Venne canonizzato per una guarigione miracolosa che compì s'un suo concittadino Adolf Dormans di Munstergeleen, accertata da un'inchiesta della diocesi di Roermond compiuta dal 6 novembre 2002 al 19 febbraio 2003 e dalla Congregazione delle cause dei santi il 7 novembre 2003. Infine un'équipe medica convocata il 24 novembre 2005 spiegò che la guarigione di Dormans con "l'appendicite perforata e in gangrena, e con peritoniti generalizzate che avevano compromesso l'organismo portandolo a una prolungata ed estenuante agonia non era scientificamente spiegabile".
Il decreto riguardo al miracolo è stato letto in presenza di Benedetto XVI il 21 dicembre 2006, che canonizzò Carlo il 3 giugno 2007.